# Учение дона Хуана: Путь знания индейцев яки
«Учение дона Хуана: Путь знания индейцев яки» (англ. The Teachings of Don Juan: A Yaqui Way of Knowledge) — первая работа Карлоса Кастанеды, опубликованная в 1968 году. Описывает начальный период обучения автора (с 1960 по 1965 годы) у Хуана Матуса, шамана, индейца из племени яки. Книга была написана в качестве магистерской диссертации по антропологии. Достоверность описываемых фактов в этой и всех последующих книг Кастанеды обсуждалась начиная с момента их публикации.
Книга состоит из двух разделов. Первый раздел «Учение» является повествованием от первого лица о начальном этапе взаимодействия с доном Хуаном. Вторая часть называется «Структурный анализ» и является попыткой систематизации полученной от дона Хуана информации.
Книга много раз переиздавалась, и в 1998 году было издано юбилейное 30-е издание, в которое вошли комментарии Кастанеды, отсутствующие в оригинальной версии. Кроме того, в него было включено предисловие антрополога Вальтера Голдшмидта, который занимал пост профессора антропологии Калифорнийского университета в Лос-Анджелесе в период, когда книга была написана.
В первых переводах книги на русский язык присутствуют несколько переводческих ляпов (например, «олли» вместо «союзника»). В 1993 году издательство «София» выпустило первые три книги под одной обложкой (перевод под редакцией И. Старых, художник С. Ерко).

## Содержание
Книга начинается с знакомства автора — студента-антрополога Калифорнийского университета — с индейцем доном Хуаном летом 1960 года на автобусной остановке в Аризоне. Поводом для знакомства стал интерес к лекарственным растениям, в том числе к пейотам. Как оказалось, дон Хуан является уроженцем Мексики (Сонора) и принадлежит к племени яки, родился в 1891 году. Спустя год знакомства дон Хуан сообщил Карлосу, что обладает тайными знаниями и он избрал Карлоса своим учеником. Дон Хуан интригует своего ученика рассказом о таинственных diablero — колдунах.
Карлос собрал значительный материал со слов дона Хуана, но понял, что путь к мудрости — само переживание реальности, один из способов - с помощью галлюциногенных растений. Этот путь ведет к обретению Силы, средством которого могут быть «союзники» (источники силы и помощники). Беседы велись по-испански, поскольку дон Хуан не знал английского. Однажды после употребления пейота в гостях у дона Хуана Карлос увидел призрачную чёрную собаку, которая воплощала в себе высшую силу Мескалито. Дон Хуан заверил Карлоса, что истинное познание начинается со страха. В этом знающий подобен воину: страх, благоговение и решимость владеют его сердцем. Однажды, в ноябре 1961 года Карлос обнаруживает дона Хуана травмированным, на что тот замечает, что это результат покушения на него ведьмы Ла Каталины. В данном эпизоде индеец рассказывает о различии между Мескалито и «союзниками». Первое лишь учитель, но не защитник, а второе — наоборот. Далее он говорит о 4 основных врагах «человека знания», которые суть Страх, Ясность, Сила и Старость (Усталость).
Также дон Хуан описывает 4-дневную пейотную церемонию, этапы которой называются сессиями. В них принимают участие 6 человек: 2 старших и 4 молодых. Их называют peyoteros. Прием наркотического средства чередовался песнопениями. Также церемонию обслуживали женщины, которые подавали участникам церемонии воду. В конце этой церемонии Карлос увидел пейотовое поле из светящихся кактусов и задал явившемуся духу несколько вопросов: правильно ли я поступаю? на правильном ли я пути? что мне делать? Урок Мескалито заключался в том, что человек обречен жить в мире людей и по своей воле не может его покинуть.
В 1965 году Карлос описывает своё превращение в ворону и задается вопросом, насколько это было реально, на что дон Хуан отвечает, что этот вопрос лишен смысла. В сентябре того года у Карлоса случилось психическое расстройство, которое дон Хуан описал как «потерю души». Суть расстройства заключалась в паническом ужасе перед звуками. Для излечения души было необходимо найти похитителя и сразиться с ним. Этим похитителем оказалась женщина diablero. Во время схватки «похититель души» принял облик дона Хуана. В заключении книги дон Хуан рассказывает Карлосу о трещине между мирами.

## Издания
- Castaneda, Carlos. The Teachings of Don Juan: A Yaqui Way of Knowledge. — CA: University of California Press, 1968. ISBN 0-520-02258-0
- Кастанеда К. «Учение дона Хуана» — К.: София, 2006. ISBN 5-9550-0885-3 (И другие издания этой книги издательством «София».)
- Кастанеда К. Учение Дона Хуана // Магический кристалл: Магия глазами учёных и чародеев / Ред. и сост. И. Т. Касавин. — М.: Республика, 1991. — С. 312—406. — 527 с. — 50,000 экз. — ISBN 5-250-01358-9.

### Тексты
- «Учение дона Хуана»
- Вальтер Голдшмидт. Предисловие к «Учению дона Хуана»